# 38 (liczba)
38 (trzydzieści osiem) – liczba naturalna następująca po 37 i poprzedzająca 39.

## 38 w nauce
- liczba atomowa strontu
- obiekt na niebie Messier 38
- galaktyka NGC 38
- planetoida (38) Leda

## 38 w kalendarzu
38. dniem w roku jest 7 lutego. Zobacz też co wydarzyło się w 38 roku n.e.